# FIFA Street 2
FIFA Street 2 є продовженням 2006 відеоігри FIFA Street який видавала компанія EA Sports BIG Нова система «трюк бити палицею» була введена і також були введені нові автентичні прийоми. Гра була випущена для GameCube, Nintendo DS, PlayStation 2, PSP, Xbox і мобільних телефонів. Гравець на ігровий обкладинці збірної Португалії Кріштіану Роналду.
Видання для домашніх консолей, гра отримала середні відгуки як поліпшеня для FIFA Street. Проте, ручні версії, зокрема на DS, були отримали погані відгуки не вмикаючи ці нововведення.